# 索爾福德和埃克爾斯 (英國國會選區)

選區在大曼徹斯特郡的位置

索爾福德和埃克爾斯（英語：Salford and Eccles），英國國會一自治市選區，位於大曼徹斯特郡中部、曼徹斯特西北，包括索爾福德市東部九個地方選區。
設於2010年。在2010年大選中工黨的貝海珊以40.1%選票連任成功。